# Pomochnik betegujuchéh y vumirajuchéh
Pomochnik betegujuchéh y vumirajuchéh (Pomočnik betegujičeh i vumirajučeh; pomoćnik bolesnima i umirajućima) je molitvenik od Ignaca Kristijanovića, izdan (1832.) na kajkavskome narječju.
Napisao je još jedan molitvenik Zlati oltar 1848. godine. 1835. godine nepoznat autor piše priručnik za bolesnike Poszel duhovni jednoga kerschenika (Posel duhovni jednega krščenika). Mikloš Küzmič u Slovenskoj okroglini (Prekmurje) je napisao 1781. godine prekomurski priručnik Pomoucs beté'snih i mirajoucsih (Pomouč betežnih i mirajoučih) (iz mađarskog izvora István Tarnótzy: Holtig tartó barátság) koji sadržava još i kajkavizme. Ovaj molitvenik su ubrzo zaboravili slovenski ljudi u Ugarskoj i rabili najviše drugi Küzmičov molitvenik Kniga molitvena.
Pomochnik, kao prekomurska Pomoucs, nema samo molitva za bolesnike, nego i svagdanje molitve, litanije i druge pobožnosti. Osim kajkavskih teksta još i su latinski teksti.
Kristijanović u predgovoru piše: „Na czìly ov vu knyisiczi ovo selím pervich betesnomu pokoj vezti, y batrivo Ùfanye za budùche sivlènye prezkerbeti, y drugòch one, kojisze za betesnoga Dùsu ali Télo zkerbìju, podvuchiti: obodvojém vchinyena zpoznanya, narèdyena opàsenya, ztanovite nàchiine, pobosne zgovore, zasgáne molitve y.t.d podati... Dragi Chtevecz! jatí morem léztor dobre miszli podati, nàchine preporuchiti, y napervodonezti, Bog naj podelyì razbornozt y zasgánoztova na haszen obernuti: naj On dà napreduvànye, da terszenye moje Szàde Zvelichènya doprinesze.”
Pomochnik je posvećen zagrebačkom biskupu Aleksandru Alagoviću. Bio je vrlo praktičan molitvenik. Psalmi, koji su u knjizi, su preuzeti iz molitvenika Návuk od proztchènya (Navuk od proščenja) Tomaša Mikloušića, koji je bio njegov rođak.